# Marie Hesenská (1874–1878)
Princezna Marie Hesenská (Marie Viktoria Feodore Leopoldine, 24. května 1874 – 16. listopadu 1878) byla nejmladším dítětem a pátou dcerou Ludvíka IV. a britské princezny Alice. Její matka byla druhou dcerou královny Viktorie. Marie zemřela na záškrt a byla pohřbena se svou matkou, která zemřela o několik týdnů později na stejnou nemoc.

## Život

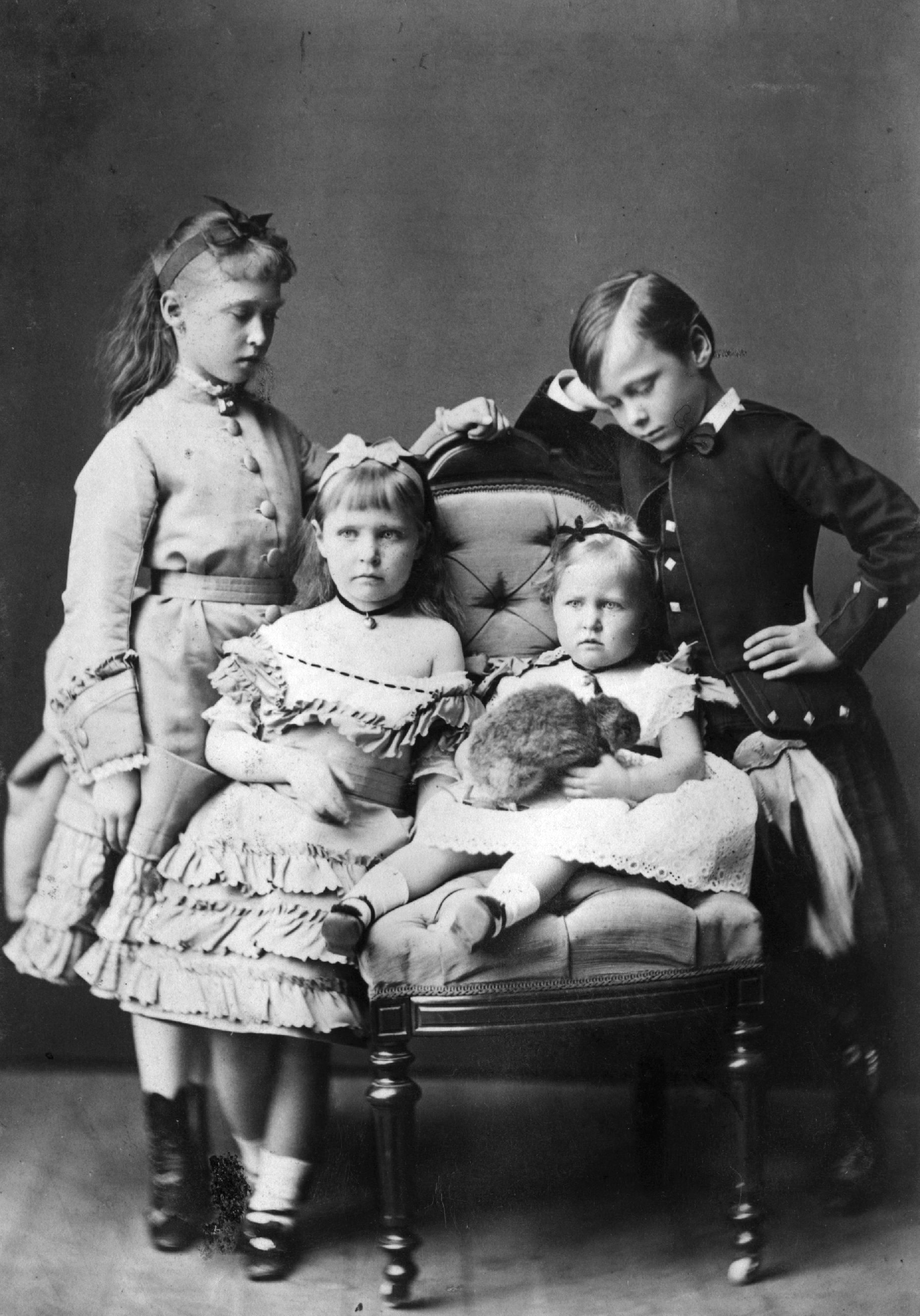
Marie se svými staršími sourozenci Irene, Alix a Ernstem asi v roce 1876

Marie, které se doma říkalo May, měla šest starších sourozenců, Viktorii, Elisabeth, Irene, Ernsta Ludwiga, Alix a Friedricha, který ale zemřel před Mariiným narozením
Když byla malá, její matka v dopise poznamenala, že byla podobná svému mrtvému bratrovi Friedrichovi ve stejném věku „s tak bystrýma očima a ďolíčky ve tvářích“. O několik týdnů později Alice napsala, že „May“ měla bílou pleť, světle hnědé vlasy a tmavě modré oči. Jak rostla, často se usmívala a Alici připomínala její starší sestru Viktorii se „světlými vlasy, výrazným obočím a jasnýma očima“. Ona a její o dva roky starší sestra Alix, „tvořily pěkný kontrast.“ Podle Alice bylo její nejmladší dítě je „okouzlující“, a jako batole nazvalo svou matku „mým miláčkem“.   Alix byla jejím stálým společníkem. Obě dívky byly oblečené stejně a sdílely dětský pokoj.  V létě 1877 byly dvě nejmladší dcery pro matku zdrojem největšího potěšení.  

## Nemoc a smrt
V roce 1878 zasáhla velkovévodskou rodinu tragédie. Jak Mariina sestra Viktoria později popsala, rodina se shromáždila večer 5. listopadu u večeře, kdy tehdy patnáctiletá dívka začala cítit bolavý ztuhlý krk. Viktoria to popsala své matce, která si myslela, že by to mohly být příušnice a řekla, že by bylo „komické“, kdyby to všichni chytili. Viktoria se cítila dost dobře na to, aby mohla číst Alenku v říši divů svým mladším sourozencům, zatímco její matka seděla poblíž a povídala si s přítelkyní Katie Macbeanovou. Marie vyskočila a prosila matku, aby jí dala další dort. Její sourozenci požádali slečnu Macbeanovou, aby hrála na klavír, aby mohli tančit. Tančili půl hodiny a šli spát v dobré náladě.
Následujícího rána byl u Viktorie diagnostikován záškrt; ve tři hodiny ráno 12. listopadu byla i šestileté Alix diagnostikována tato nemoc. Princezna Alice nařídila přinést do jejího pokoje parní inhalátor, aby se zabránilo udušení těžce nemocné Alix. O několik hodin později princezna Marie vběhla do pokoje své matky, vlezla k ní do postele a políbila ji. Odpoledne také Marie začala projevovat příznaky nemoci. Dalšího dne onemocněla její sestra Irene a 14. listopadu onemocněl záškrtem i její bratr Ernst a otec Ludvík. Alice společně s lékaři ošetřovala nemocné. Ráno 16. listopadu se malá Marie udusila membránou zakrývající její hrdlo. Její matka, probuzená lékaři, spěchala do pokoje, ale našla svou dceru už mrtvou. Alice seděla u jejího těla, líbala Mariin obličej a ruce a snažila se získat sílu, aby to sdělila svému nemocnému manželovi. Sledovala, jak byla Mariina rakev odvážena do rodinného mauzolea.
Alice několik týdnů tajila Mariinu smrt před ostatními nemocnými dětmi, které se na ni ptaly a pokoušely se posílat jejich sestřičce hračky. Elisabeth, která byla poslána k babičce z otcovy strany, byla jediným dítětem, které uniklo infekci. Začátkem prosince bylo nemocným dětem řečeno, že Marie zemřela. Desetiletý Ernst nejprve zprávě odmítl uvěřit a poté se rozplakal. Jeho matka ho objala a políbila, navzdory riziku infekce. I Alice se nakazila. Zemřela 14. prosince ráno a zamumlala „Od pátku do soboty - čtyři týdny - May - drahý tatínku.“  Alice byla pohřbena vedle své dcery. Na jejich hrobku byla umístěna socha Josepha Boehma zobrazující Alici držící malou Marii. 
Obecně se věří, že Mariina neteř, Marie Nikolajevna, třetí dcera Alix a jejího manžela Mikuláše II., byla pojmenována po ní a Marii Feodorovně.

## Vývod z předků
|                             |                                      |  |                                      |                                       |  |  |  |  |  |  |  | Ludvík I. Hesenský |
|                             |                                      |  |                                      |                                       |  |  |  |  |  |  |  |                    |
|                             | Ludvík II. Hesensko-Darmstadtský     |  |                                      |                                       |  |  |  |  |  |  |  |                    |
|                             |                                      |  |                                      |                                       |  |  |  |  |  |  |  |                    |
|                             |                                      |  |                                      | Luisa Hesensko-Darmstadtská           |  |  |  |  |  |  |  |                    |
|                             |                                      |  |                                      |                                       |  |  |  |  |  |  |  |                    |
|                             | Karel Hesenský                       |  |                                      |                                       |  |  |  |  |  |  |  |                    |
|                             |                                      |  |                                      |                                       |  |  |  |  |  |  |  |                    |
|                             |                                      |  |                                      | Karl Ludwig von Baden                 |  |  |  |  |  |  |  |                    |
|                             |                                      |  |                                      |                                       |  |  |  |  |  |  |  |                    |
|                             | Vilemína Luisa Bádenská              |  |                                      |                                       |  |  |  |  |  |  |  |                    |
|                             |                                      |  |                                      |                                       |  |  |  |  |  |  |  |                    |
|                             |                                      |  |                                      | Amalie von Hessen-Darmstadt           |  |  |  |  |  |  |  |                    |
|                             |                                      |  |                                      |                                       |  |  |  |  |  |  |  |                    |
|                             | Ludvík IV. Hesensko-Darmstadtský     |  |                                      |                                       |  |  |  |  |  |  |  |                    |
|                             |                                      |  |                                      |                                       |  |  |  |  |  |  |  |                    |
|                             |                                      |  |                                      | Fridrich Vilém II. Pruský             |  |  |  |  |  |  |  |                    |
|                             |                                      |  |                                      |                                       |  |  |  |  |  |  |  |                    |
|                             | Vilém Pruský                         |  |                                      |                                       |  |  |  |  |  |  |  |                    |
|                             |                                      |  |                                      |                                       |  |  |  |  |  |  |  |                    |
|                             |                                      |  |                                      | Frederika Luisa Hesensko-Darmstadtská |  |  |  |  |  |  |  |                    |
|                             |                                      |  |                                      |                                       |  |  |  |  |  |  |  |                    |
|                             | Alžběta Pruská                       |  |                                      |                                       |  |  |  |  |  |  |  |                    |
|                             |                                      |  |                                      |                                       |  |  |  |  |  |  |  |                    |
|                             |                                      |  |                                      | Fridrich V. Hesensko-Homburský        |  |  |  |  |  |  |  |                    |
|                             |                                      |  |                                      |                                       |  |  |  |  |  |  |  |                    |
|                             | Marie Anna Hesensko-Homburská        |  |                                      |                                       |  |  |  |  |  |  |  |                    |
|                             |                                      |  |                                      |                                       |  |  |  |  |  |  |  |                    |
|                             |                                      |  |                                      | Karolína Hesensko-Darmstadtská        |  |  |  |  |  |  |  |                    |
|                             |                                      |  |                                      |                                       |  |  |  |  |  |  |  |                    |
| Marie Hesensko-Darmstadtská |                                      |  |                                      |                                       |  |  |  |  |  |  |  |                    |
|                             |                                      |  |                                      |                                       |  |  |  |  |  |  |  |                    |
|                             |                                      |  | František Sasko-Kobursko-Saalfeldský |                                       |  |  |  |  |  |  |  |                    |
|                             |                                      |  |                                      |                                       |  |  |  |  |  |  |  |                    |
|                             | Arnošt I. Sasko-Kobursko-Saalfeldský |  |                                      |                                       |  |  |  |  |  |  |  |                    |
|                             |                                      |  |                                      |                                       |  |  |  |  |  |  |  |                    |
|                             |                                      |  |                                      | Augusta Reussová z Ebersdorfu         |  |  |  |  |  |  |  |                    |
|                             |                                      |  |                                      |                                       |  |  |  |  |  |  |  |                    |
|                             | Albert Sasko-Kobursko-Gothajský      |  |                                      |                                       |  |  |  |  |  |  |  |                    |
|                             |                                      |  |                                      |                                       |  |  |  |  |  |  |  |                    |
|                             |                                      |  |                                      | Augustus Sasko-Gothajsko-Altenburský  |  |  |  |  |  |  |  |                    |
|                             |                                      |  |                                      |                                       |  |  |  |  |  |  |  |                    |
|                             | Luisa Sasko-Gothajsko-Altenburská    |  |                                      |                                       |  |  |  |  |  |  |  |                    |
|                             |                                      |  |                                      |                                       |  |  |  |  |  |  |  |                    |
|                             |                                      |  |                                      | Luisa Šarlota Meklenbursko-Zvěřínská  |  |  |  |  |  |  |  |                    |
|                             |                                      |  |                                      |                                       |  |  |  |  |  |  |  |                    |
|                             | Alice Sasko-Koburská                 |  |                                      |                                       |  |  |  |  |  |  |  |                    |
|                             |                                      |  |                                      |                                       |  |  |  |  |  |  |  |                    |
|                             |                                      |  |                                      | Jiří III. Britský                     |  |  |  |  |  |  |  |                    |
|                             |                                      |  |                                      |                                       |  |  |  |  |  |  |  |                    |
|                             | Eduard August Hannoverský            |  |                                      |                                       |  |  |  |  |  |  |  |                    |
|                             |                                      |  |                                      |                                       |  |  |  |  |  |  |  |                    |
|                             |                                      |  |                                      | Šarlota Meklenbursko-Střelická        |  |  |  |  |  |  |  |                    |
|                             |                                      |  |                                      |                                       |  |  |  |  |  |  |  |                    |
|                             | Viktorie Britská                     |  |                                      |                                       |  |  |  |  |  |  |  |                    |
|                             |                                      |  |                                      |                                       |  |  |  |  |  |  |  |                    |
|                             |                                      |  |                                      | František Sasko-Kobursko-Saalfeldský  |  |  |  |  |  |  |  |                    |
|                             |                                      |  |                                      |                                       |  |  |  |  |  |  |  |                    |
|                             | Viktorie Sasko-Kobursko-Saalfeldská  |  |                                      |                                       |  |  |  |  |  |  |  |                    |
|                             |                                      |  |                                      |                                       |  |  |  |  |  |  |  |                    |
|                             |                                      |  |                                      | Augusta Reussová z Ebersdorfu         |  |  |  |  |  |  |  |                    |
|                             |                                      |  |                                      |                                       |  |  |  |  |  |  |  |                    |